# Maksymilian Pingot
Maksymilian Pingot (ur. 1 kwietnia 2003 w Koninie) – polski piłkarz, występujący na pozycji obrońcy w polskim klubie  Górnik Zabrze  oraz w reprezentacji Polski U-21.

## Statystyki

### Klubowe
Na podstawie:
| Klub           | Sezonów | Liga        | Liga  | Liga   | Puchar krajowy | Puchar krajowy | Kontynentalne | Kontynentalne | Suma  | Suma   |
| Klub           | Sezonów | Liga        | Mecze | Bramki | Mecze          | Bramki         | Mecze         | Bramki        | Mecze | Bramki |
| -------------- | ------- | ----------- | ----- | ------ | -------------- | -------------- | ------------- | ------------- | ----- | ------ |
| Lech II Poznań | 4       | II liga     | 52    | 2      | 3              | 0              | –             | –             | 55    | 2      |
| Lech Poznań    | 2       | Ekstraklasa | 7     | 0      | 3              | 0              | 4             | 0             | 14    | 0      |
| Odra Opole     | 1       | I liga      | 11    | 0      | 0              | 0              | –             | –             | 11    | 0      |
| Stal Mielec    | 1       | Ekstraklasa | 6     | 0      | 0              | 0              | –             | –             | 6     | 0      |
|                | Łącznie | Łącznie     | 76    | 2      | 6              | 0              | 4             | 0             | 86    | 2      |

### Reprezentacyjne
Na podstawie:
Zawodnik nie rozegrał ani jednego meczu w seniorskiej kadrze, jednak w reprezentacji U-21 wystąpił w 7 meczach eliminacji Mistrzostw Europy U-21 2025.

## Sukcesy

### Lech Poznań
- Mistrzostwo Polski: 2024/2025

Na podstawie: